# ماورا كوريجان
ماورا كوريجان (بالإنجليزية: Maura D. Corrigan) (من مواليد 14 يونيو 1948  ) هي المديرة السابقة لإدارة ميشيغان للخدمات الإنسانية. كانت أيضًا قاضية في المحكمة العليا لولاية ميشيغان، عملت من عام 1998 إلى عام 2011 وكقاضٍ رئيسي في الفترة من 2001 إلى 2004.

## مواقف المجلس
كوريجان عضو في مجلس إدارة منظمة أبحاث الطفل .

## روابط خارجية
- موقع المحكمة العليا لولاية ميشيغان
- مساهمات الحملة المقدمة من مورا كوريجان نسخة محفوظة 26 يناير 2013 على موقع واي باك مشين.
- التعليق المحكمة العليا لولاية ميشيغان